# Xiclet de nicotina
El xiclet de nicotina és un xiclet, utilitzat en la teràpia de substitució de nicotina, que conté petites dosis de nicotina que la majoria dels fumadors utilitzen quan fan el primer intent de deixar de fumar.

## Funcionament
El xiclet es mastega per alliberar nicotina que s'absorbeix a través de la mucosa dins de la boca. Instruccions: l'usuari l'ha de mastegar de manera lenta i intermitent; així es mastega fins que el sabor es fa intens, llavors s'ha d'aparcar la peça entre la geniva i la paret bucal. Quan disminueixi el sabor cal tornar a mastegar i s'ha de repetir el procés fins que el sabor desaparegui (uns 30 minuts.) S'ha d'evitar beure o menjar (excepte aigua) 15 minuts abans o durant l'ús per no alterar l'absorció de nicotina. La dosi pot variar (2 mg o 4 mg). 1 peça cada 1 o 2 hores. El consum és a demanda, un màxim de 30 al dia, i s'ha d'anar reduint la quantitat de nicotina amb el pas del temps. Durada general: 12 setmanes.
Efectes adversos més freqüents: dolor mandibular, irritació gàstrica.
Contraindicacions: malaltia cardíaca o vascular greu recent, úlcera pèptica; portadors de pròtesis dentals, problemes en l'articulació temporomandibular i inflamacions o infeccions a la gola.